# マキヒロチ
マキ ヒロチは、日本の漫画家。

## 経歴
第46回小学館新人コミック大賞で入選。ビッグコミックスピリッツでデビュー。
『いつかティファニーで朝食を』『吉祥寺だけが住みたい街ですか』の2作品がテレビドラマ化された。

## 人物
『いつかティファニーで朝食を』では、ヒロインをはじめとする主要登場人物のOLたちが群馬県出身であるが、本人が出身者だからではなく、子供の頃にBUCK-TICK（メンバー全員が同県出身）のファンになり、今井寿の実家の商店を訪れたりして彼の地に愛着があるからだとツイートした。後にTHE MAD CAPSULE MARKETSのファンになったのも今井からの影響の結果であり、子供時代はテレビに映った櫻井敦司の絵を描いたりもしたという。

## 主な作品
- いつかティファニーで朝食を
- 吉祥寺だけが住みたい街ですか
- サヨナラフラグ
- スケッチー
- おひとりさまホテル（まろ原作）
- #異世界オバサン #90年代ダイナーに憧れるオバさんが異世界転生した話（『JOUR』2024年10月号） - 『#アンソロジー #レンアイ離婚 #異世界オバサン』に収録。

## メディア出演
- 豊崎愛生と漫画とグルメ（2021年6月27日、日テレプラス）